# 平田倫敏
平田 倫敏（ひらた のりとし、1958年3月1日 - ）は、広島県尾道市出身の元体操選手で現在は指導者。1984年ロサンゼルスオリンピック体操男子団体銅メダリスト。全日本社会人体操競技連盟理事。
高校時代から本格的に体操を始め、日本大学卒業後1980年、大和銀行入行。1982年アジア大会(ニューデリー)種目別鉄棒優勝、1984年ロサンゼルスオリンピックで体操男子団体総合3位入賞し銅メダルを獲得した。1988年ソウルオリンピック直前に引退し1989年、同行体操部監督就任、1990年から社会人選手権大会5連覇達成。1994年第48回全日本体操選手権大会で2年連続8度目の優勝に導く。同年ドイツ世界体操選手権(ドルトムント)全日本コーチ。1999年同行体操部体操部の廃部で大翔会体操クラブとなるが、部長・監督となり2003年、KONAMI体操競技部の新設でスタッフ・選手と共に移籍した。
2016年より姫路市にあるNPO法人レックス体操クラブでヘッドコーチとしてジュニア選手の指導に携わっている。

## 成績
- 1983年 ブダペスト世界選手権（ハンガリー）団体総合銅メダル
- 1984年 ロサンゼルスオリンピック（アメリカ）団体総合銅メダル